# Parrina rosato
Il Parrina rosato è un vino DOC la cui produzione è consentita nella provincia di Grosseto.

## Caratteristiche organolettiche
- colore: rosato brillante.
- odore: delicato con caratteristiche eleganti.
- sapore: asciutto, rotondo fresco, armonico.

## Produzione
Provincia, stagione, volume in ettolitri
- Grosseto  (1990/91)  210,0
- Grosseto  (1991/92)  525,0
- Grosseto  (1992/93)  245,0
- Grosseto  (1993/94)  245,0
- Grosseto  (1994/95)  252,0
- Grosseto  (1995/96)  273,0
- Grosseto  (1996/97)  140,0